# Houston Open
Het Houston Open is een golftoernooi in de Verenigde Staten en maakt deel uit van de Amerikaanse PGA Tour. Het toernooi vindt altijd plaats in en rond de stad Houston, Texas. Sinds 1992 wordt het toernooi georganiseerd als het Shell Houston Open en vindt sinds 2003 plaats op de Golf Club of Houston.
De Houston Golffederatie en Shell zijn nu de hoofdsponsors.

## Winnaars
| Jaar                             | Baan                                           | Winnaar                                        | Score                                          | Score                                          | Info                                                |
| Houston Open                     | Houston Open                                   | Houston Open                                   | Houston Open                                   | Houston Open                                   | Houston Open                                        |
| -------------------------------- | ---------------------------------------------- | ---------------------------------------------- | ---------------------------------------------- | ---------------------------------------------- | --------------------------------------------------- |
| 1946                             | River Oaks Country Club                        | Byron Nelson                                   | 274                                            | –10                                            |                                                     |
| 1947                             | Memorial Park Golf Course                      | Bobby Locke                                    | 277                                            | –11                                            |                                                     |
| 1948                             | Geen toernooi                                  | Geen toernooi                                  | Geen toernooi                                  | Geen toernooi                                  | Geen toernooi                                       |
| 1949                             | Pine Forest Country Club                       | Johnny Palmer                                  | 272                                            | –16                                            |                                                     |
| 1950                             | BraeBurn Country Club                          | Cary Middlecoff                                | 277                                            | –11                                            |                                                     |
| 1951                             | Memorial Park Golf Course                      | Marty Furgol                                   | 277                                            | –11                                            |                                                     |
| 1952                             | Memorial Park Golf Course                      | Jack Burke jr.                                 | 277                                            | –11                                            |                                                     |
| 1953                             | Memorial Park Golf Course                      | Cary Middlecoff po                             | 283                                            | –5                                             | Won de play-off van Jim Ferrier & Shelley Mayfield  |
| 1954                             | Memorial Park Golf Course                      | Dave Douglas                                   | 277                                            | –11                                            |                                                     |
| 1955                             | Memorial Park Golf Course                      | Mike Souchak                                   | 273                                            | –15                                            |                                                     |
| 1956                             | Memorial Park Golf Course                      | Ted Kroll                                      | 277                                            | –11                                            |                                                     |
| 1957                             | Memorial Park Golf Course                      | Arnold Palmer                                  | 279                                            | –9                                             |                                                     |
| 1958                             | Memorial Park Golf Course                      | Ed Oliver                                      | 281                                            | –7                                             |                                                     |
| Houston Classic                  |                                                |                                                |                                                |                                                |                                                     |
| 1959                             | Memorial Park Golf Course                      | Jack Burke jr. po                              | 277                                            | –11                                            | Won de play-off van Julius Boros                    |
| 1960                             | Memorial Park Golf Course                      | Bill Collins po                                | 280                                            | –8                                             | Won de play-off van Arnold Palmer                   |
| 1961                             | Memorial Park Golf Course                      | Jay Hebert po                                  | 276                                            | –4                                             | Won de play-off van Ken Venturi                     |
| 1962                             | Memorial Park Golf Course                      | Bobby Nichols po                               | 278                                            | –2                                             | Won de play-off van Jack Nickalus en Dan Sikes      |
| 1963                             | Memorial Park Golf Course                      | Bob Charles                                    | 268                                            | –12                                            |                                                     |
| 1964                             | Sharpstown Park Golf Course                    | Mike Souchak                                   | 278                                            | –6                                             |                                                     |
| 1965                             | Sharpstown Park Golf Course                    | Bobby Nichols                                  | 273                                            | –11                                            |                                                     |
| Houston Champions International  |                                                |                                                |                                                |                                                |                                                     |
| 1966                             | Champions Golf Club                            | Arnold Palmer                                  | 275                                            | –9                                             |                                                     |
| 1967                             | Champions Golf Club                            | Frank Beard                                    | 274                                            | –10                                            |                                                     |
| 1968                             | Champions Golf Club                            | Roberto De Vicenzo                             | 274                                            | –10                                            |                                                     |
| 1969                             | Geen toernooi want de club ontving het US Open | Geen toernooi want de club ontving het US Open | Geen toernooi want de club ontving het US Open | Geen toernooi want de club ontving het US Open | Geen toernooi want de club ontving het US Open      |
| 1970                             | Champions Golf Club                            | Gibby Gilbert po                               | 282                                            | –2                                             | Won de play-off van Bruce Crampton                  |
| 1971                             | Champions Golf Club                            | Hubert Green po                                | 280                                            | –4                                             | Won de play-off van Don January                     |
| Houston Open                     |                                                |                                                |                                                |                                                |                                                     |
| 1972                             | Westwood Country Club                          | Bruce Devlin                                   | 278                                            | –10                                            |                                                     |
| 1973                             | Quail Valley Golf Course                       | Bruce Crampton                                 | 277                                            | –11                                            |                                                     |
| 1974                             | Quail Valley Golf Course                       | Dave Hill                                      | 276                                            | –12                                            |                                                     |
| 1975                             | The Woodlands Country Club                     | Bruce Crampton                                 | 273                                            | –15                                            |                                                     |
| 1976                             | The Woodlands Country Club                     | Lee Elder                                      | 278                                            | –10                                            |                                                     |
| 1977                             | The Woodlands Country Club                     | Gene Littler                                   | 276                                            | –12                                            |                                                     |
| 1978                             | The Woodlands Country Club                     | Gary Player                                    | 270                                            | –18                                            |                                                     |
| 1979                             | The Woodlands Country Club                     | Wayne Levi                                     | 268                                            | –16                                            |                                                     |
| Michelob-Houston Open            |                                                |                                                |                                                |                                                |                                                     |
| 1980                             | The Woodlands Country Club                     | Curtis Strange po                              | 266                                            | –18                                            | Won de play-off van Lee Trevino                     |
| 1981                             | The Woodlands Country Club                     | Ron Streck                                     | 198                                            | –15                                            | Wegens slechte weer, afgewerkt in 3 ronden          |
| 1982                             | The Woodlands Country Club                     | Ed Sneed                                       | 275                                            | –9                                             |                                                     |
| Houston Coca-Cola Open           |                                                |                                                |                                                |                                                |                                                     |
| 1983                             | The Woodlands Country Club                     | David Graham                                   | 275                                            | –9                                             |                                                     |
| 1984                             | The Woodlands Country Club                     | Corey Pavin po                                 | 274                                            | –10                                            | Won de play-off van Calvin Peete                    |
| Houston Open                     |                                                |                                                |                                                |                                                |                                                     |
| 1985                             | TPC The Woodlands                              | Raymond Floyd                                  | 277                                            | –11                                            |                                                     |
| 1986                             | TPC The Woodlands                              | Curtis Strange                                 | 274                                            | –14                                            |                                                     |
| 1987                             | TPC The Woodlands                              | Jay Haas po                                    | 276                                            | –12                                            | Won de play-off van Buddy Gardner                   |
| Independent Insurance Agent Open |                                                |                                                |                                                |                                                |                                                     |
| 1988                             | TPC The Woodlands                              | Curtis Strange po                              | 270                                            | –18                                            | Won de play-off van Greg Norman                     |
| 1989                             | TPC The Woodlands                              | Mike Sullivan                                  | 280                                            | –8                                             |                                                     |
| 1990                             | TPC The Woodlands                              | Tony Sills                                     | 204                                            | –12                                            |                                                     |
| 1991                             | TPC The Woodlands                              | Fulton Allem                                   | 273                                            | –15                                            |                                                     |
| Shell Houston Open               |                                                |                                                |                                                |                                                |                                                     |
| 1992                             | TPC The Woodlands                              | Fred Funk                                      | 272                                            | –16                                            |                                                     |
| 1993                             | TPC The Woodlands                              | Jim McGovern                                   | 199                                            | –17                                            | Wegens slechte weer, afgewerkt in 3 ronden          |
| 1994                             | TPC The Woodlands                              | Mike Heinen                                    | 272                                            | –16                                            |                                                     |
| 1995                             | TPC The Woodlands                              | Payne Stewart po                               | 276                                            | –12                                            | Won de play-off van Scott Hoch                      |
| 1996                             | TPC The Woodlands                              | Mark Brooks po                                 | 274                                            | –14                                            | Won de play-off van Jeff Maggert                    |
| 1997                             | TPC The Woodlands                              | Phil Blackmar po                               | 276                                            | –12                                            | Won de play-off van Kevin Sutherland                |
| 1998                             | TPC The Woodlands                              | David Duval                                    | 276                                            | –12                                            |                                                     |
| 1999                             | TPC The Woodlands                              | Stuart Appleby                                 | 279                                            | –9                                             |                                                     |
| 2000                             | TPC The Woodlands                              | Robert Allenby po                              | 275                                            | –13                                            | Won de play-off van Craig Stadler                   |
| 2001                             | TPC The Woodlands                              | Hal Sutton                                     | 278                                            | –10                                            |                                                     |
| 2002                             | TPC The Woodlands                              | Vijay Singh                                    | 266                                            | –22                                            |                                                     |
| 2003                             | Redstone Golf Club                             | Fred Couples                                   | 267                                            | –21                                            |                                                     |
| 2004                             | Redstone Golf Club                             | Vijay Singh                                    | 277                                            | –11                                            |                                                     |
| 2005                             | Redstone Golf Club                             | Vijay Singh po                                 | 275                                            | –13                                            | Won de play-off van John Daly                       |
| 2006                             | Redstone Golf Club                             | Stuart Appleby                                 | 269                                            | –19                                            |                                                     |
| 2007                             | Redstone Golf Club                             | Adam Scott                                     | 271                                            | –17                                            |                                                     |
| 2008                             | Redstone Golf Club                             | Johnson Wagner                                 | 272                                            | –16                                            |                                                     |
| 2009                             | Redstone Golf Club                             | Paul Casey po                                  | 277                                            | –11                                            | Won de play-off van J.B. Holmes                     |
| 2010                             | Redstone Golf Club                             | Anthony Kim po                                 | 276                                            | –12                                            | Won de play-off van Vaughn Taylor                   |
| 2011                             | Redstone Golf Club                             | Phil Mickelson                                 | 268                                            | –20                                            |                                                     |
| 2012                             | Redstone Golf Club                             | Hunter Mahan                                   | 272                                            | –16                                            |                                                     |
| 2013                             | Redstone Golf Club                             | D A Points                                     | 272                                            | –16                                            |                                                     |
| 2014                             | Golf Club of Houston                           | Matt Jones po                                  | 273                                            | –15                                            | Won de play-off van Matt Kuchar                     |
| 2015                             | Golf Club of Houston                           | J.B. Holmes po                                 | 272                                            | –16                                            | Won de play-off van Johnson Wagner en Jordan Spieth |
| 2016                             | Golf Club of Houston                           | Jim Herman                                     | 273                                            | –15                                            | Eerste zege op de PGA Tour voor Jim Herman          |

| Toernooirecord |  | po = winnaar na play-off |

## Trivia
- In 2013 werd de "Redstone Golf Club" verkocht door de Escalante Golf en vernoemde de club tot de "Golf Club of Houston", in 2014.[1]